# Hiltrud
Hiltrud ist ein weiblicher Vorname.

## Herkunft und Bedeutung
Der Name Hiltrud besteht aus althochdeutsch hilt(j)a „Kampf“  und trud „Kraft, Stärke“.

## Namenstage
- 31. Mai (nach: Hiltrud (Helmtrud) aus dem Stift Heerse, um 950),
- 27. September (nach: Hiltrud von Lissies, 8. Jhd.),
- 17. November (nach: Hiltrud von Rupertsberg, 12. Jhd.)

## Namensträgerinnen
- Hiltrud (Bayern) (715–754), Tochter Karl Martells
- Hiltrud Breyer (* 1957), deutsche Politikerin (Bündnis 90/Die Grünen)
- Hiltrud Grote (1936–2010), deutsche Kommunalpolitikerin
- Hiltrud Häntzschel (* 1939), deutsche Literaturwissenschaftlerin
- Hiltrud Hauschke (* 1942), deutsche Tänzerin, Pantomimin und Schauspielerin
- Hiltrud Kier (* 1937), österreichische Kunsthistorikerin, Hochschullehrerin, Kölner Stadtkonservatorin und Generaldirektorin der Museen der Stadt Köln
- Hiltrud Leenders (1955–2018), deutsche Schriftstellerin
- Hiltrud Lotze (* 1958), deutsche Politikerin (SPD)
- Hiltrud Naßmacher (1942–2016), deutsche Politikwissenschaftlerin
- Hiltrud Schroeder (1937–2017), deutsche Soziologin, Autorin und Herausgeberin
- Hiltrud Schröter (1941–2010), deutsche Erziehungswissenschaftlerin
- Hiltrud Schwetje (* 1948), 1984–1997 zweite Ehefrau des SPD-Politikers und späteren Bundeskanzlers Gerhard Schröder
- Hiltrud von Spiegel (1951–2019), deutsche Erziehungswissenschaftlerin